# 栄の国から
「栄の国から」（さかえのくにから）は、2000年（平成12年）に「さが・ふるさとの歌」として制作された川中美幸の楽曲である。作詞・駒井瞭（公募）、補作詞・いではく、作曲・遠藤実、編曲・佐々永治。
「佐賀県の素晴らしい自然や文化などを歌詞に盛り込んだ歌を通して、郷土の素晴らしさを再認識し、郷土に対する愛着と誇りを感じてもらう」ことを目的に歌詞の公募を実施し、2000年8月6日に発表された。
県統計協会が毎年発行する県民手帳では2013年（平成25年）現在、1974年（昭和49年）制定の「佐賀県民の歌」でなく本曲が紹介されている。音頭用の編曲もあり、毎年8月に佐賀市で開催される「佐賀城下栄の国まつり」のフィナーレでは本曲に合わせて参加者総出で踊るのが恒例となっている。